# Општина Хајдина
Општина Хајдина (словен. Hajdina) је једна од општина Подравске регије у држави Словенији. Седиште општине је насеље Згорња Хајдина.

## Природне одлике
Рељеф: Општина Хајдина налази се у источном делу Словеније, у словеначком делу Штајерске. Општина се налази у долини реке Драве.
Клима: У општини влада умерено континентална клима.
Воде: Једини битан водоток у општини је река Драва, која је и источна граница општине. сви остали водотоци су мали и њене су притоке.

## Становништво
Општина Хајдина је густо насељена.

## Насеља општине
| - Драженци - Геречја Вас - Згорња Хајдина - Скорба - Словења Вас - Сподња Хајдина - Хајдоше |

## Додатно погледати
- Згорња Хајдина